# Шентвішка Гора
Шентвішка Гора (словен. Šentviška Gora) — поселення в общині Толмин, Регіон Горишка, Словенія. Висота над рівнем моря: 624,5 м. Розміщене на пагорбах між долинами річок Соча й Ідрійца.